# Haworthia reticulata
Haworthia reticulata är en grästrädsväxtart som först beskrevs av Adrian Hardy Haworth, och fick sitt nu gällande namn av Adrian Hardy Haworth. Haworthia reticulata ingår i släktet Haworthia och familjen grästrädsväxter.

## Underarter
Arten delas in i följande underarter:
- H. r. attenuata
- H. r. hurlingii
- H. r. reticulata
- H. r. subregularis